# マイケル・フィッシャー
マイケル・エリス・フィッシャー(英語: Michael Ellis Fisher, 1931年9月3日 - 2021年11月26日)は、イギリスの物理学者、化学者、数学者である。統計物理学についての多くの先駆的業績、とりわけ相転移と臨界現象分野での業績で知られる。

## 学歴
キングス・カレッジ・ロンドンで1951年に学士号(BSc)、1957年に物理学の博士号(Ph.D.)を取得。次の年には講師(lecturer)として教員職を得て、1965年には教授となる。1966年にはコーネル大学に異動し化学、物理学、数学の教授となる。1975年から1978年には化学科の学科長を務める。1971年王立協会フェローに選出。1973年ジャック・キーファーと共にコーネル大学初のホレース・ホワイト冠教授に選出される。1983年、米国科学アカデミー化学部門に選出される。1987年からはen:University of Maryland College of Computer, Mathematical, and Natural Sciencesの一部門である物理科学と技術研究所(Institute for Physical Science and Technology)に所属している。
フィッシャーは現在妻ソレルとメリーランドに居住している。二人には子供は四人おり、そのうち理論物理学者が二人いる。スタンフォード大学応用物理学教授のDaniel S. Fisherとカリフォルニア大学サンタバーバラ校物理学教授のマシュー・P・A・フィッシャーである。 

## 栄誉と受賞
- 1971年 -  アメリカ物理学会アーヴィング・ラングミュア賞
- 1976年 -  リヒトマイヤー記念賞
- 1979年 -  アメリカ芸術科学アカデミーフェロー[5]
- 1979年 -  ベーカリアン・メダル
- 1980年 -  ウルフ賞物理学部門
- 1983年 -  国際純粋・応用物理学連合ボルツマン賞
- 1983年 -  米国科学アカデミーen:NAS Award for Scientific Reviewing[6]
- 1995年 -  アメリカ物理学会ラルス・オンサーガー賞
- 2005年 -  ロイヤル・メダル物理部門[7]
- 2009年 -  BBVA Foundation Frontiers of Knowledge Award 基礎科学部門(リチャード・ゼアとの共同受賞)[8] ([9]参照)
- 2015年 -  en:Rudranath Capildeo応用科学と技術部門金賞。トリニダード・トバゴNational Institute of Higher Education, Research, Science and Technology (NIHERST、国立高等教育研究科学技術研究所)より[10]

### ウルフ賞
1980年フィッシャーはケネス・ウィルソン、レオ・カダノフとウルフ賞物理学部門を共同受賞する。その際ウルフ財団は「マイケル・E・フィッシャー教授は極めて生産的な科学者であり、その力と創造性は未だに衰えを知らない。フィッシャーの主たる寄与は平衡統計力学にあり、その分野全体にわたるものである。相転移の多岐にわたる問題に取り組んでいた物理学者と化学者は主にフィッシャーのおかげで、共通の言葉を学び共に研究にあたることができるようになった。」とコメントしている。

### ボルツマン賞
1983年ボルツマン賞を「過去25年間にわたる多くの目覚しい相転移と臨界現象への寄与について」受賞している。

### ラルス・オンサーガー賞
1995年にラルス・オンサーガー賞を「特に相転移と臨界現象、スケーリング則、臨界指数、有限サイズ効果の理論とくりこみ群のこれらの多くへの応用、またその他の統計力学への多くの先駆的な業績について」受賞した。

## 資料
- デイヴィッド・マーミン（英語版）, "My Life with Fisher", J. Stat. Phys. 110, 467–473 (2003); arxiv版.